# دون ماكيفر
دون ماكيفر (بالإنجليزية: Don McIver)‏ هو ضابط نيوزيلندي، ولد في 22 يناير 1936 في أوكلاند في نيوزيلندا، وتوفي في 22 أغسطس 2016.